# شين بو را
شين بو را (بالكورية: 신보라)‏ هي كوميدية ومغنية وممثلة كورية جنوبية، ولدت يوم 17 مارس 1987 في جيوجي في كوريا الجنوبية.

## روابط خارجية
- شين بو را على موقع ميوزك برينز (الإنجليزية)